# 기업 농업

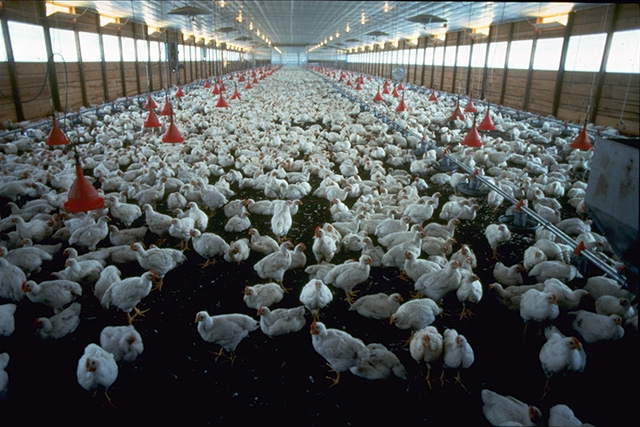
미국 가금류 산업은 Tyson Foods 및 Perdue Farms 와 같은 대규모 통합 업체의 영향으로 인해 종종 기업 농업의 예로 사용됨.

기업 농업은 대기업이 소유하거나 크게 영향을 미치는 농장에서 대규모 농업을 실시하는 실천 방식이다. 이는 기업이 농장을 소유하고 농산물을 판매하는 것뿐만 아니라, 이러한 기업이 교육, 연구 및 공공 정책에 영향을 미치는 역할을 수행하는데에도 관여한다. 이는 자금 조달 및 로비 활동을 통해 농업 교육, 연구 및 공공 정책에 영향을 미치는 것을 포함한다.
기업 농업에 대한 정의와 농업에 대한 그 영향은 폭넓게 논쟁의 대상이 되고 있다. 그러나 대형 기업들을 "기업 농장"으로 묘사하는 출처들은 그 기업들을 부정적으로 묘사할 수 있다.

## 정의 및 사용법
"기업 농업"이라는 용어의 다양하고 유동적인 의미는 해당 용어의 정의에 대한 충돌하는 해석을 야기시켰으며, 특히 법적 정의에 대한 영향을 미치고 있다.

### 법적 정의
미국에서 대부분의 법적 정의는 기업 농업에 대해 세법, 반기업 농업법 및 인구조사 데이터 수집과 관련이 있다. 이러한 정의는 대부분 농장 수입을 참조하며, 특정 임계값을 초과하는 농장을 기업 농장으로 지칭한다. 또한, 농장의 소유권에 대해서도 언급하며, 가족을 통해 소유권이 이전되지 않는 농장을 특히 대상으로 한다.

### 일반적인 정의
공공 토론에서 "기업 농업"이라는 용어는 단단히 정립된 정의가 없으며, 다양하게 적용된다. 그러나 이 용어의 사용에는 여러 특징이 자주 나타난다.
1. 이 용어는 주로 부정적인 의미와 함께 비난적으로 사용된다.
2. 일반적으로 대규모 농장을 운영하는 기업, 시장에서 농업 기술(특히 농약, 비료, 그리고 GMO)을 제공하는 기업, 경제적 및 정치적 영향력을 갖는 기업 또는 이러한 세 가지의 조합을 가리킨다.[5][6]
3. 이 용어는 일반적으로 가족 농장과 지속 가능한 농업, 지역 식품 운동과 같은 새로운 농업 운동과 반대되는 맥락에서 사용된다.[7][8]

#### 가족 농장

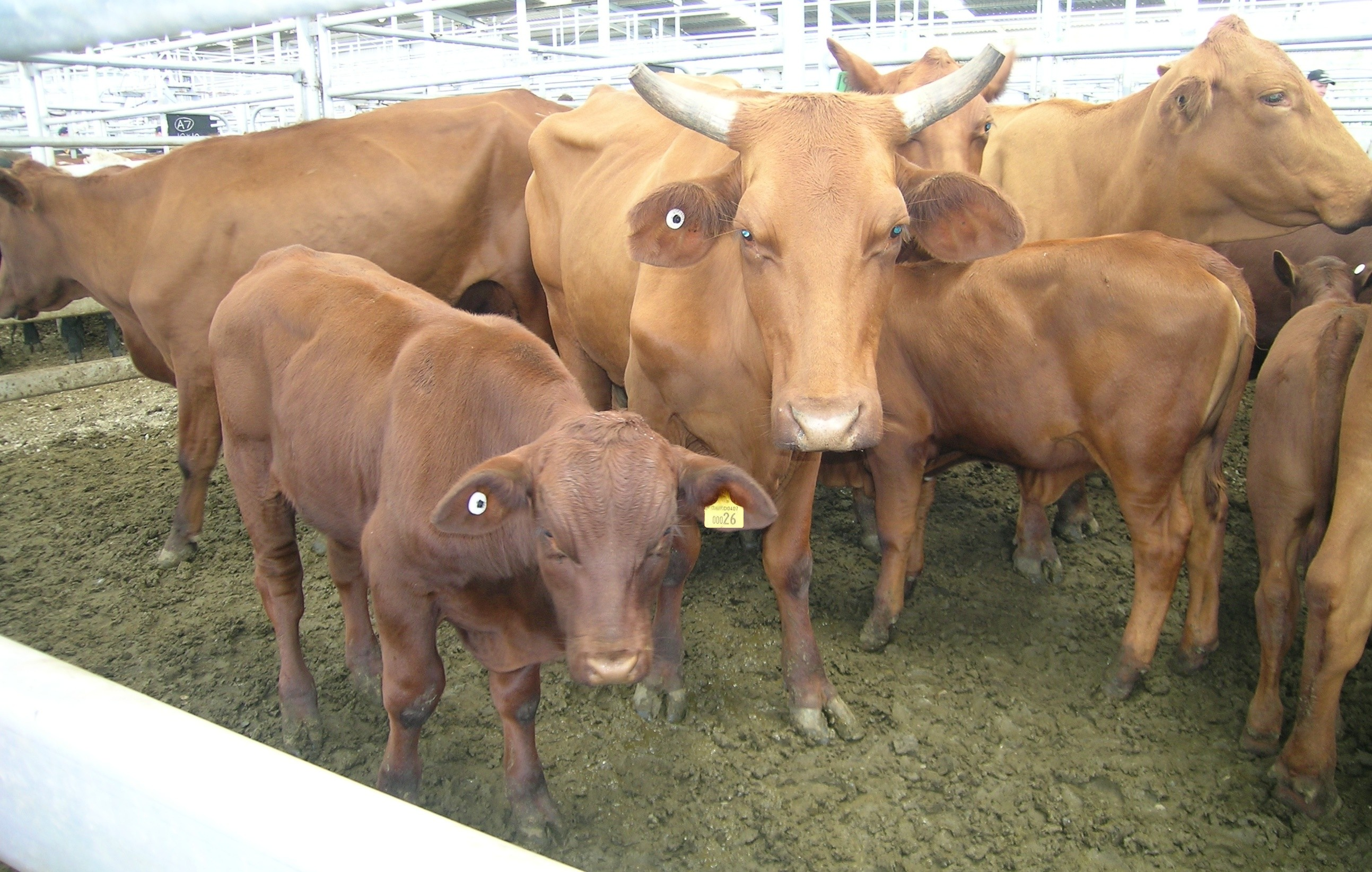
텍사스 사비날에 있는 Nunley Brothers Ranch는 70년 이상 가족이 소유하고 운영해 왔다. 목장은 또한 미국에서 가장 큰 사유지 소유자 중 하나이다.

"가족 농장"과 "기업 농장"은 종종 상호 배타적인 용어로 정의되며, 두 용어는 서로 다른 이익을 가지고 있다고 여겨진다. 이는 대부분의 소규모 농장이 가족 소유인 반면, 기업 농장은 대규모 운영이라고 일반적으로 가정되기 때문에 주로 발생한다. 소규모 농장의 대부분은 가족 소유임이 사실이지만, 미국에서 가장 큰 농장들 중에도 많은 농장이 가족 기업으로 운영되고 있다.
유엔 식량농업기구(FAO)에 따르면, 가족 농장은 "...가족이 관리하고 운영하며, 주로 가족의 노동(여성과 남성의 노동 모두)에 의존하는 농업, 임업, 어업, 목초업 및 양어업 생산을 조직화하는 수단이다. 가족과 농장은 연결되어 발전하며, 경제적, 환경적, 생식적, 사회적 및 문화적 기능을 결합한다."
게다가, 가족 농부들이 사업을 법인화하는 데는 큰 경제적 및 법적 인센티브가 존재한다.

#### 계약 농업
농업 계약은 농부와 구매자 사이의 계약으로, 일반적으로 농부가 무엇을 재배할 것인지와 얼마나 재배할 것인지를 규정하며, 일반적으로 제품의 보장된 구매 또는 자금 지원(예: 가축 사육을 위한 사료 구매)을 위한 계약이 이루어진다. 대부분의 계약 농업에서는 농장이 가족 소유인 반면, 구매자는 보다 큰 기업이다. 이는 계약 농부들을 "기업 농장"과 구별하기 어렵게 만든다. 왜냐하면 그들은 가족 농장이지만 상당한 기업적 영향력을 갖고 있기 때문이다. 이 섬세한 차이는 기업 농업을 금지하는 많은 주 법률에서 허점을 남기게 되었으며, 결과적으로 기업들이 현지 농장 소유자와 계약을 체결하는 한 해당 주에서 농업을 영위할 수 있게 되었다.

#### 비농업 법인

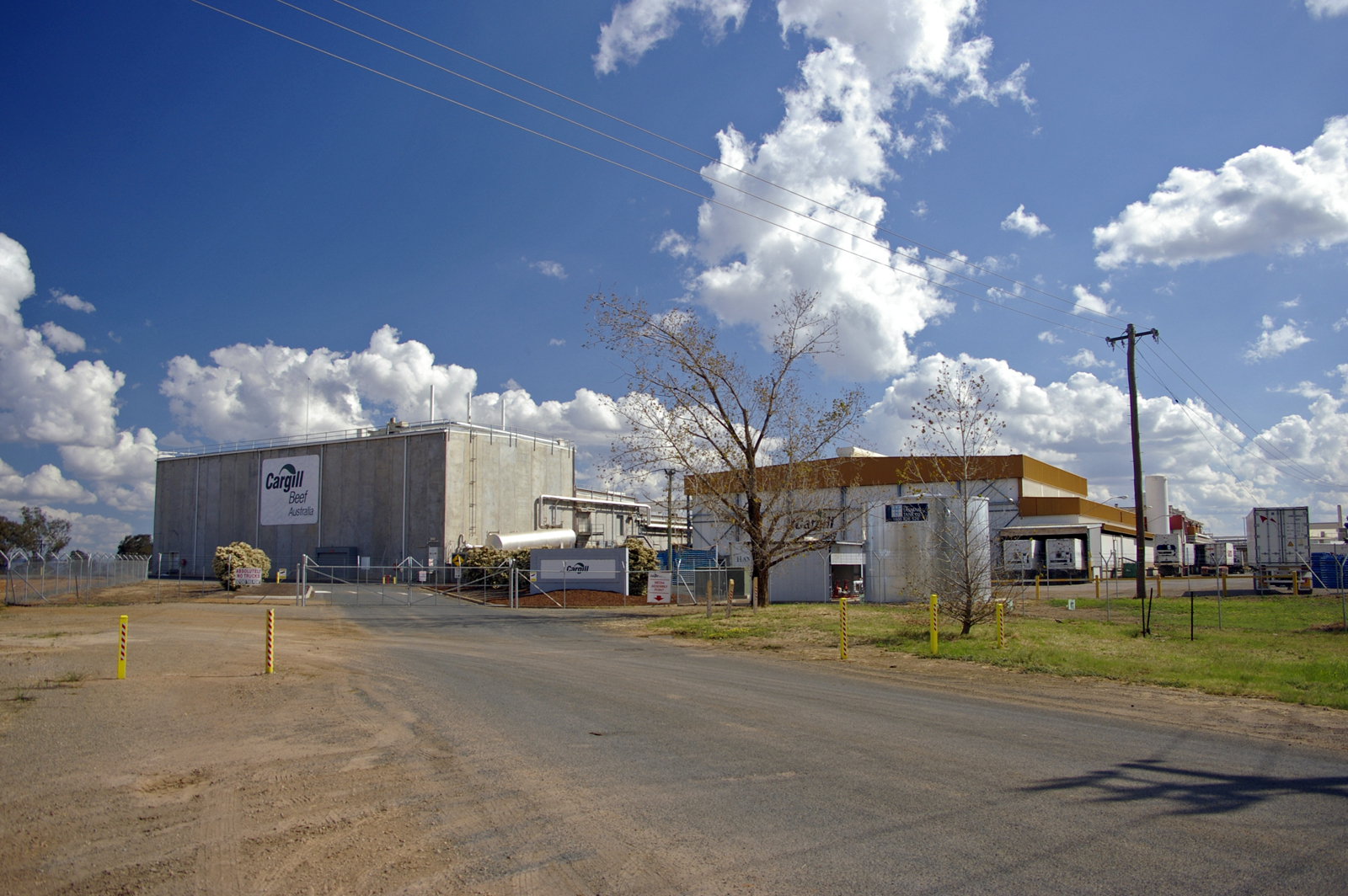
호주의 카길 쇠고기 가공 공장.

많은 사람들은 기업 농업의 정의에 비농업 기관을 포함시키기도 한다. 위에서 언급된 농장 계약자 외에도, 일반적으로 이 용어에 포함되는 이러한 유형의 회사로는 Cargill, Monsanto, DuPont Pioneer 등이 있다. 이러한 기업들은 생산 농장을 갖고 있지 않으므로 실질적으로는 많은 농산물을 생산하지 않는다. 그러나 농업용 제품의 생산과 판매, 농산물의 구매 및 가공과 같은 역할로 인해, 그들은 종종 기업 농장과 함께 분류되곤 한다. 기술적으로는 정확하지 않지만, 이러한 회사들을 "기업 농업" 용어에 포함시키는 것은 실제로 그들이 농업에 미치는 실질적인 영향을 설명하기 위해서 필요한 것으로 광범위하게 인정되고 있다.

### 기업 농업에 반대하는 주장
가족 농장은 환경 보전과 이익 추구보다 장기적인 전망을 갖는 등의 전통을 유지한다. 가족 농부들은 토양과 작물 종류, 지형, 날씨 및 특정 지역의 특징 등에 대해 더 많은 지식을 가질 수 있으며, 이는 세대간에 부모로부터 자식에게 전해지는 것으로, 기업 관리자들이 이해하기 어려울 수 있다.

## 북아메리카
캐나다에서 가족 소유 기업이 소유한 농장은 전체 농장의 17.4%를 차지하며, 비가족 소유 기업이 소유한 농장은 2.4%이다. 캐나다를 비롯한 유사한 국가에서, 가족 소유 개인 농장을 가족 기업으로 전환하는 것은 세금 계획상의 이점을 제공할 수 있다. 일부 경우에는 주 및 연방 세율의 결합 차이가 상당할 수 있다. 또한, 농장을 법인화함으로써 외부 소득이 상당한 농가 가족들에게 세금 완화를 제공하여 개인 소득세율을 완화하는 데 도움을 줄 수 있다. 또 다른 중요한 고려 사항은 법인 주주에게 제공되는 잠재적인 책임 제한이다. 가족 농장을 법인화하는 것은 상속 계획 도구로서도 기능하며, 농장을 지속 가능한 운영으로 유지하는 데 도움이 된다. 이는 상속인들 사이에서 농장을 작은 운영 단위로 분할하면 경제적으로 지속하기 어려울 수 있는 경우에 특히 가치가 있다.
2012년 미국 농업 인구조사에 따르면, 미국의 농장 중 기업 농장은 전체의 5.06%를 차지한다. 이 중 가족 소유 기업 (4.51%)과 비가족 소유 기업 (0.55%)이 포함된다. 가족 농장 기업의 경우, 대부분 (98%)이 주주가 10명 이하인 소규모 기업으로 분류된다. 마찬가지로, 비가족 농장 기업의 대부분 (90%)도 주주가 10명 이하인 소규모 기업이다. 비가족 기업 농장은 미국의 총 경작지 면적의 1.36%를 차지한다. 가족 농장은 (가족 소유 기업 농장을 포함하여) 미국의 전체 농장의 96.7%를 차지하며, 총 경작지 면적의 89%를 차지한다. USDA의 연구에 따르면, 가족 농장은 2011년에 미국의 총 농업 소득의 85%를 기여했다고 추정되었다. 미국의 나머지 경작지는 소유자가 농장 운영자가 아닌 개인 소유, 비가족 파트너십, 유산, 신탁, 협동조합, 집단 농장, 기관 농장, 연구 농장, 실험 농장, 미국 인디언 예약 농장 등 다양한 분류에 속한다.
미국에서 비가족 기업 농장의 평균 크기는 1078 에이커로, 평균 가족 소유 기업 농장 (1249 에이커)과 평균 파트너십 농장 (1131 에이커)보다 작다.

### 미국 농장법
현재까지 미국에서는 9개의 주에서 기업 농업을 제한하거나 금지하는 법률을 시행했다. 이러한 법률 중 첫 번째로 시행된 것은 각각 1930년대에 캔자스와 노스다코타에서 시행되었다. 1970년대에는 아이오와, 미네소타, 미주리, 남다코타 및 위스콘신에서 유사한 법률이 통과되었다. 1982년에는 기업 농업을 제한하는 법안을 통과시키지 못한 후 네브래스카 주의 시민들이 주민 제안에 따라 비슷한 개정안을 주 헌법에 통과시켰다. 1998년에는 사우스다코타 주의 시민들도 주 헌법을 개정하였다.
모든 아홉 개의 법률은 기업 단체에 의한 농지 소유와 운영을 제한하는 것을 목표로 한 유사한 규정을 갖고 있다. 이들은 특정 유형의 기업에 대한 예외 사항을 명시하고 있으며, 일반적으로 가족 기업 농장은 예외로 간주된다. 그러나 이러한 예외를 받기 위해서는 특정 조건을 충족해야 한다. 예를 들어, 특정 친족 관계를 가진 주주가 투표 주식의 과반수를 소유하고 있어야 하거나, 주주로 자연인만 허용되며, 주주 수가 제한되어야 하며, 농장에 최소한 한 명의 가족 구성원이 거주해야 한다.
그러나 이들 법률은 기업 농업의 정의와 특정 제한 사항에서 상당한 차이가 있다. 농장의 정의는 모든 종류의 농업 활동을 포함할 수도 있으며, 수입의 일부가 농산물에서 유래하는 비율에 따라 결정될 수도 있다. 예를 들어, 아이오와 주에서는 최소 60%의 수입이 농산물에서 나와야 한다. 게다가 이러한 법률은 기업의 농지 사용에 대한 특정 제한을 가할 수도 있으며, 농업 활동 없이 소유를 허용하거나 기업이 농지를 구매하고 소유하는 것을 완전히 금지할 수도 있다. 이러한 법률의 구체적인 용어는 기업의 농업 참여 정도에 상당한 영향을 미치며, 주요 목표는 가족 농장의 보호와 발전이다.

## 유럽
유럽 전역의 가족 농장은 주로 프랑스 농부들과 그들의 전통적인 토지 상속 분할 방식으로 매우 작은 가족 농장이 생산되도록 이끌어낸 EU 규정에 의해 강력하게 보호받고 있다. 영국 동앵글리아 지역과 같은 일부 지역에서는 일부 기업이 회사 소유로 농업 사업을 수행하지만, 거의 대부분의 큰 영국 토지 소유지는 전통적인 귀족 등 유명한 가문들이 소유하고 있다. 이는 유리한 상속세 법규에 의해 촉진되고 있다.

## 유라시아
소비에트 연방과 중앙유럽 위성국가들의 거의 대부분 농업은 집단화되었다. 1989년의 혁명과 소비에트 연방의 붕괴 이후, 각 국가마다 상당한 차이가 있는 시기에 집단화 해체와 토지 개혁이 이루어졌다. 러시아에서는 어느 정도의 가족 농업이 발전했지만, 많은 전직 집단 농장(콜호스)과 국영농장(소프호스)은 집단/공동성을 유지하며 주식 소유권을 가진 기업 농장으로 전환되었다. 농부들은 법인으로 전환되었다.

## 아프리카
기업 농업은 일부 아프리카 국가에서 정착하기 시작했다. 예를 들어, Zambeef(Zambia)와 같은 상장 회사들은 대기업으로서 MBA(경영학 석사)들에 의해 운영된다. 이로 인해 지분이 국제 투자자, 특히 중국으로부터 구매된 경우에는 토지 소유에 대한 논란이 일어날 수 있다.

## 중동
일부 석유 부자 중동 국가들은 대규모 물의 적응적 재배를 포함한 기업 농업을 운영한다. 이는 때로는 부분적으로 또는 완전히 국유 회사를 통해 이루어지며, 특히 수자원 관리에 관련된 사항이다.

## 같이 보기
- 식품산업
- 농업의 역사
- 집약농업
- 유기농
- 지속농업
- 미국 농무부